# Andreas Rambøl
Andreas Rambøl (ur. 21 grudnia 1988 w Odense) – duński wioślarz.

## Osiągnięcia
- Mistrzostwa Europy – Poznań 2007 – dwójka podwójna wagi lekkiej – 8. miejsce[1].
- Mistrzostwa Świata U-23 – Račice 2009 – dwójka podwójna wagi lekkiej – 5. miejsce[1].
- Mistrzostwa Świata – Poznań 2009 – czwórka podwójna wagi lekkiej – 3. miejsce[1].
- Mistrzostwa Europy – Montemor-o-Velho 2010 – dwójka podwójna wagi lekkiej – 17. miejsce[1].